# Ty Dolla Sign

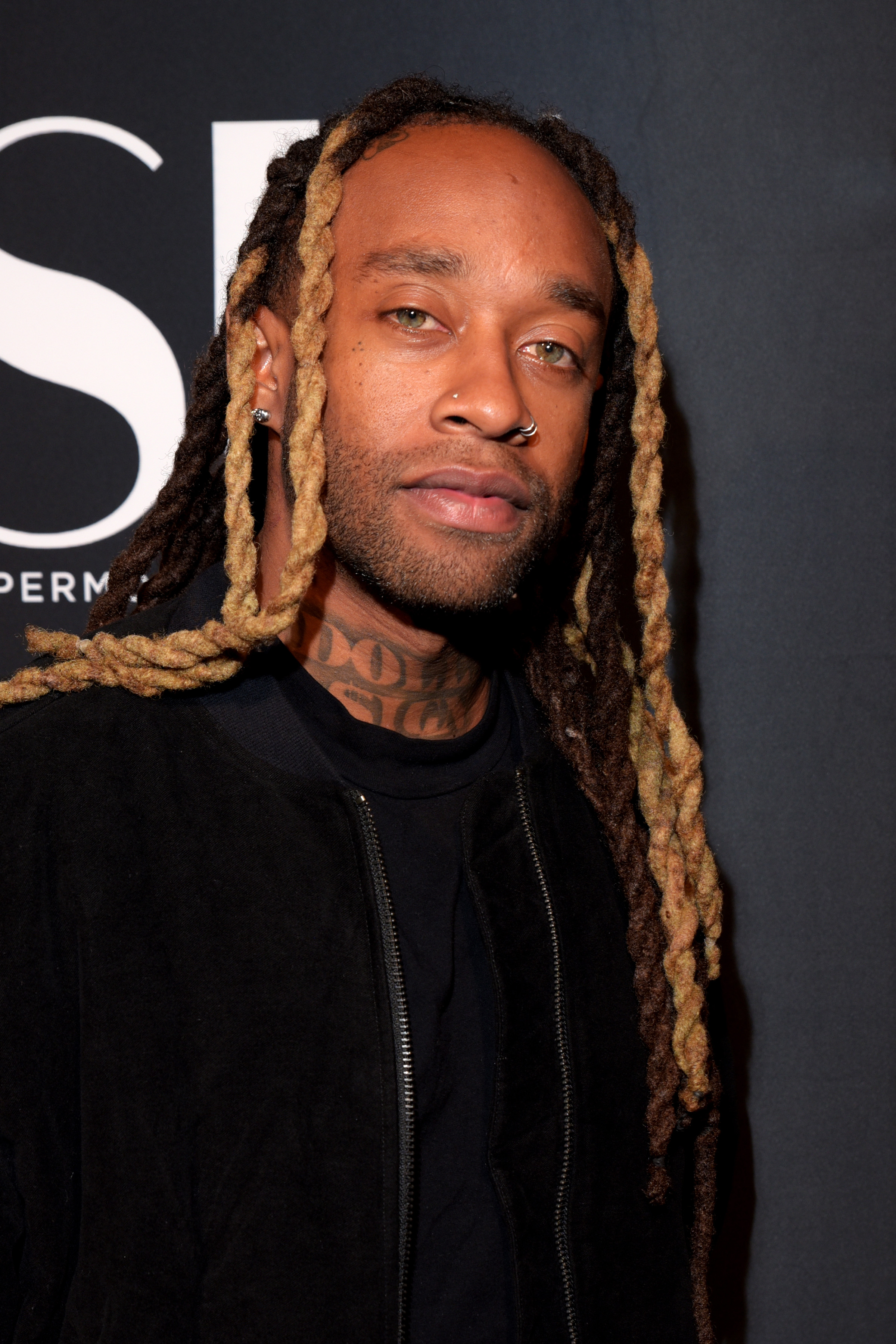
Ty Dolla Sign (2018)

Ty Dolla Sign (* 13. April 1982 in Los Angeles, Kalifornien; eigentlicher Name Tyrone William Griffin Jr.), stilisiert als Ty Dolla $ign oder Ty$, ist ein US-amerikanischer R&B-Musiker und Rapper.

## Leben und Karriere
Geboren wurde Tyrone Griffin alias Ty Dolla Sign am 13. April 1982 in Los Angeles. Erstmals auf sich aufmerksam machte der Künstler als Gastmusiker und Coautor von Toot It and Boot It von Rapper YG, das in den US-Singlecharts bis auf Platz 67 kam. In den kommenden Jahren war er zum einen für andere Musiker tätig, zum Beispiel als Mitautor von Young, Wild & Free von Snoop Dogg & Wiz Khalifa und Headband von B.o.B. Zum anderen arbeitete er an seiner eigenen Karriere und veröffentlichte zunächst eine Reihe von Mixtapes. Ende 2013 veröffentlichte er bei Atlantic Records mehrere eigene Singles mit prominenter Unterstützung. Mit dem Song Paranoid, der zusammen mit B.o.B entstanden war, stieg er zum Jahreswechsel in die Singlecharts ein.
Im Herbst 2015 veröffentlichte Ty Dolla $ign sein Debüt-Album Free TC in Anlehnung an seinen Bruder, der lebenslänglich im Gefängnis sitzt.
Am 23. September 2016 erschien sein neuntes Mixtape Campaign mit Gastbeiträgen von Rappern wie Future oder Wiz Khalifa.
Ende des Jahres 2016 machte er auch auf sein neues Projekt aufmerksam. Noch im darauffolgenden Jahr soll Beach Hou$e 3 auf den Markt kommen. Bisher wurden zwei Songs herausgebracht. Der erste Song heißt Love U Better und ist ein Feature mit Lil Wayne und The-Dream. Des Weiteren veröffentlichte Ty Dolla $ign am 1. September 2017 noch einen Song seines aktuellen Albums mit dem Titel So am I. Diesmal holte er sich Unterstützung von Skrillex und Damian Marley.
Zusammen mit dem Rapper Kanye West veröffentlichte er am 10. Februar 2024 unabhängig über Wests Marke YZY das Debüt-Studioalbum Vultures 1 sowie am 3. August 2024 die Fortsetzung Vultures 2.

## Diskografie
Studioalben

| Jahr | Titel Musiklabel                               | Höchstplatzierung, Gesamtwochen, AuszeichnungChartplatzierungen (Jahr, Titel, Musiklabel, Platzierungen, Wochen, Auszeichnungen, Anmerkungen) | Höchstplatzierung, Gesamtwochen, AuszeichnungChartplatzierungen (Jahr, Titel, Musiklabel, Platzierungen, Wochen, Auszeichnungen, Anmerkungen) | Höchstplatzierung, Gesamtwochen, AuszeichnungChartplatzierungen (Jahr, Titel, Musiklabel, Platzierungen, Wochen, Auszeichnungen, Anmerkungen) | Höchstplatzierung, Gesamtwochen, AuszeichnungChartplatzierungen (Jahr, Titel, Musiklabel, Platzierungen, Wochen, Auszeichnungen, Anmerkungen) | Höchstplatzierung, Gesamtwochen, AuszeichnungChartplatzierungen (Jahr, Titel, Musiklabel, Platzierungen, Wochen, Auszeichnungen, Anmerkungen) | Anmerkungen                                                 |
| Jahr | Titel Musiklabel                               | DE | AT | CH | UK | US | Anmerkungen                                                 |
| ---- | ---------------------------------------------- | --- | --- | --- | --- | --- | ----------------------------------------------------------- |
| 2015 | Free TC Atlantic Records (WMG)                 | — | — | — | UK93 (1 Wo.)UK | US14 Gold · (37 Wo.)US | Erstveröffentlichung: 13. November 2015 Verkäufe: + 500.000 |
| 2017 | Beach House 3 Atlantic Records (WMG)           | DE87 (1 Wo.)DE | — | — | UK53 (1 Wo.)UK | US11 Gold · (23 Wo.)US | Erstveröffentlichung: 27. Oktober 2017 Verkäufe: + 507.500  |
| 2020 | Featuring Ty Dolla Sign Atlantic Records (WMG) | — | — | CH63 (1 Wo.)CH | UK66 (1 Wo.)UK | US4 (4 Wo.)US | Erstveröffentlichung: 23. Oktober 2020                      |

## Künstlerauszeichnungen
| Jahr | Auszeichnung             | Nominiertes Werk                     | Kategorie                 | Ergebnis  |
| ---- | ------------------------ | ------------------------------------ | ------------------------- | --------- |
| 2016 | Premios Juventud         | „Work from Home“ (mit Fifth Harmony) | Favorite Hit              | Nominiert |
| 2016 | Teen Choice Awards       | „Work from Home“ (mit Fifth Harmony) | Choice Summer Song        | Gewonnen  |
| 2016 | MTV Video Music Awards   | „Work from Home“ (mit Fifth Harmony) | Best Collaboration        | Gewonnen  |
| 2016 | American Music Awards    | „Work from Home“ (mit Fifth Harmony) | Collaboration of the Year | Gewonnen  |
| 2017 | iHeartRadio Music Awards | „Work from Home“ (mit Fifth Harmony) | Best Music Video          | Gewonnen  |
| 2017 | Kids’ Choice Awards      | „Work from Home“ (mit Fifth Harmony) | Favorite Song             | Gewonnen  |
| 2017 | MTV Video Music Awards   | „Gone“ (mit Afrojack)                | Best Dance Video          | Nominiert |
| 2017 | BET Hip Hop Awards       | „Ain’t Nothing“                      | Best Featured Verse       | Nominiert |
| 2017 | BET Hip Hop Awards       | „Blessings“ (mit Lecrae)             | Impact Track              | Nominiert |